# Baía Margarida
A baía Margarida é uma baía extensa no lado oeste da península Antártica que é limitada ao norte pela ilha Adelaide e no sul pela plataforma de gelo Wordie, pelo canal Jorge VI e pela ilha Alexandre I. A baía Margarida é localizada nas coordenadas (68° 30′ S, 68° 30′ O). A baía Margarida foi descoberta em 1909 pela Expedição Antártica Francesa comandada por Jean-Baptiste Charcot, que nomeou a baía em homenagem a sua esposa.